# XR2206
XR2206 es un circuito integrado diseñado por Exar Corporation, que puede ser empleado como generador de señales de ondas senoidales, cuadradas, pulsos, triangular y diente de sierra, la frecuencia y amplitud de onda se pueden variar si se controla el voltaje. También se lo puede emplear como conversor de voltaje a frecuencia, haciéndolo apto para su uso como transmisor de radiofrecuencia ya sea FM o AM. Tiene un ancho de banda de 1 MHz.
Es junto al ICL8038, uno de los circuitos integrados más populares para hacer generadores de funciones para aficionados.